# Gare d'Issy-Val de Seine
Ne doit pas être confondu avec Gare d'Issy.
La gare d'Issy-Val de Seine est une gare ferroviaire française de la ligne des Invalides à Versailles-Rive-Gauche (dite ligne des Invalides), située sur le territoire de la commune d'Issy-les-Moulineaux dans le département des Hauts-de-Seine en région Île-de-France. Elle dessert notamment le quartier d'affaires du Val de Seine. Elle est située au nord-ouest du centre-ville en remblai, à proximité de la Seine et de la commune voisine de Boulogne-Billancourt, établie sur la rive droite.
Dénommée « Issy-Plaine », lorsqu'elle est mise en service en 1902 par la Compagnie des chemins de fer de l'Ouest sur la ligne des Moulineaux. Elle devient gare d'embranchement en 1913 avec l'ouverture de la ligne des Invalides. En 1997, elle devient le terminus sud de la ligne T2, construite sur les infrastructures de la ligne des Moulineaux, avant son prolongement fin 2009 jusqu'à la porte de Versailles.
C'est une gare de la Société nationale des chemins de fer français (SNCF) desservie par les trains parcourant les branches Versailles et Saint-Quentin-en-Yvelines de la ligne C du RER.

## Situation ferroviaire
Établie à 40 mètres d'altitude, la gare d'Issy-Val de Seine est située au point kilométrique (PK) 5,710 de la ligne des Invalides à Versailles-Rive-Gauche (dite ligne des Invalides), entre la gare du Pont du Garigliano et la gare d'Issy. Elle est également située au point kilométrique (PK) 19,827 de la ligne de Puteaux à Issy-Plaine (dite ligne des Moulineaux), dont elle est le terminus.

## Histoire

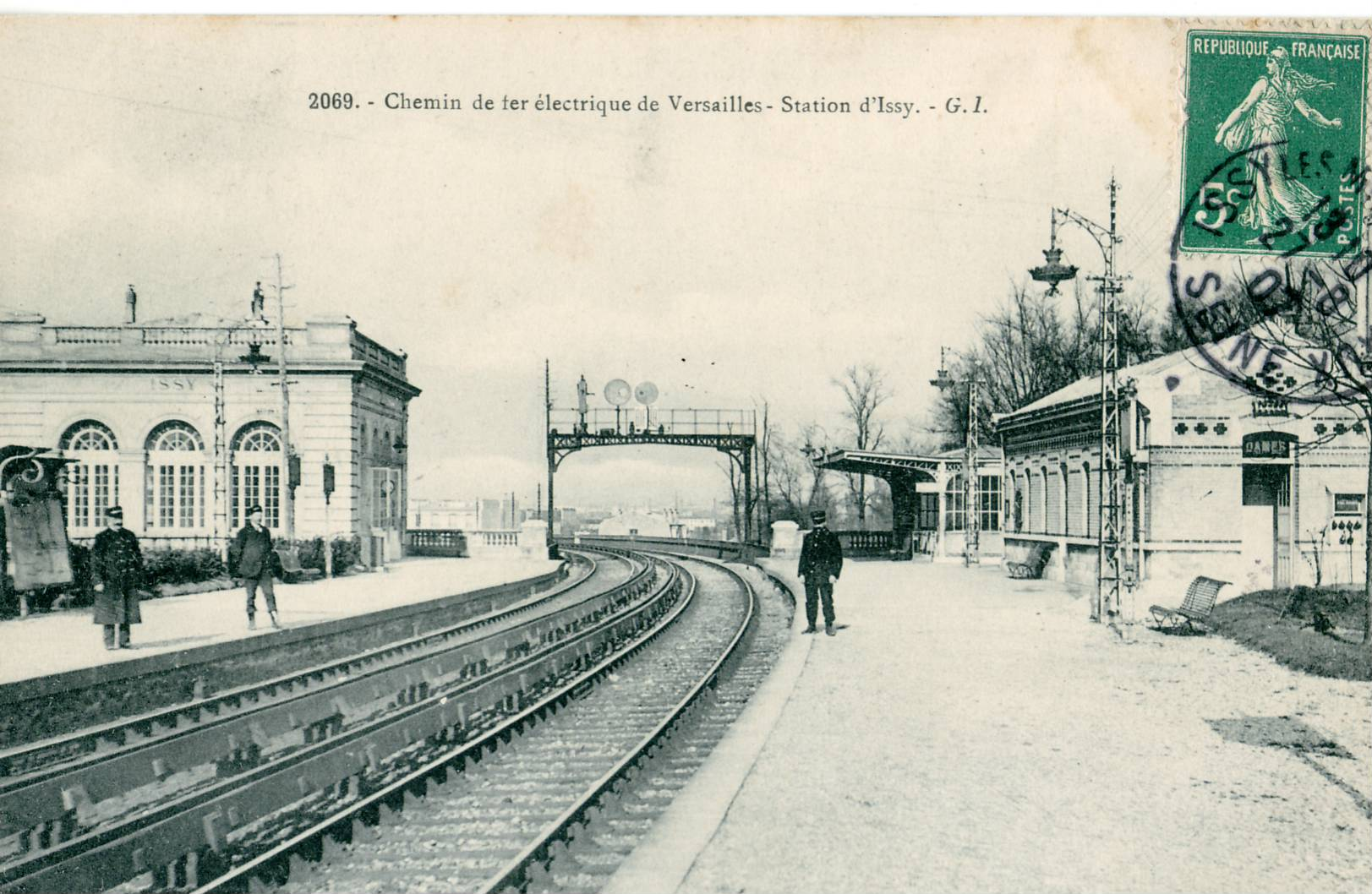
La gare d'Issy, au tout début du XXe siècle, du temps de son exploitation par troisième rail électrique.

Lors de la création de la ligne des Moulineaux, mise en service en 1889, la gare des Moulineaux-Billancourt est ouverte afin d'assurer la desserte d'Issy, qui compte alors douze mille habitants et de nombreux emplois industriels. Mais la commune ne se contente pas de cet arrêt et son conseil municipal réclame dès le 21 mai 1887 l'établissement d'une halte supplémentaire à hauteur de la rue de l'Abreuvoir (actuelle rue Rouget-de-Lisle), dans un quartier à vocation industrielle, à proximité du port et du futur pont dit des Peupliers, sur l'Île Saint-Germain, l'actuel pont d'Issy. Le conseil n'est pas entendu et renouvelle sa demande en 1889, en 1897 et enfin le 16 avril 1899. Le 2 août 1899, la Préfecture de police répond que la Compagnie des chemins de fer de l'Ouest ne souhaite pas établir une halte avant la réalisation du pont des Peupliers, qui permettra aux habitants de Boulogne d'accéder au chemin de fer, estimant qu'il n'y a pas urgence à ouvrir cet arrêt.
Au début du XXe siècle, la Compagnie ouvre en deux étapes une nouvelle ligne d'Issy-Plaine à Versailles-Rive-Gauche, dite ligne des Invalides : le 1er juillet 1901 le premier tronçon d'Issy-Plaine à Meudon-Val Fleury est mis en service, suivi le 31 mai 1902 par le second tronçon de Meudon à Versailles. La nouvelle halte, située à l'embranchement, est ouverte le 24 mars 1902 sous le nom d'Issy-Plaine, « au service des voyageurs, des chiens accompagnés et des colis postaux livrables en gare ». Toutefois, elle n'est alors en service que sur la ligne des Moulineaux, les trains de la ligne de Versailles n'y marquant pas l'arrêt. Jusqu'en 1933, année de la mise en service de la gare annexe du Maine-Montparnasse, la halte voit passer des trains à vapeur de grandes lignes au départ des Invalides se dirigeant vers Granville par la ligne des Invalides.
Le 18 juillet 1902, le conseil municipal demande en conséquence l'arrêt des trains de la ligne des Invalides, mais cette demande reçoit une fin de non-recevoir de la compagnie. Le 5 mai 1903, le ministre écrit au préfet de la Seine, afin qu'il informe le conseil municipal d'Issy, que la Compagnie de l'Ouest refuse l'arrêt en raison de la différence de niveau d'environ trois mètres entre les deux lignes, du faible trafic de la ligne des Moulineaux, « la halte n'ayant qu'un mouvement insignifiant de voyageurs entre Issy et Paris » et enfin de l'allongement du temps de parcours des trains de Paris à Versailles au détriment du plus grand nombre. En mai-juin 1913, une communication est enfin réalisée entre les deux lignes par le biais d'une passerelle en bois, la halte devenant le terminus de la ligne des Moulineaux depuis Paris-Saint-Lazare, ceci afin de dégager de la capacité pour d'autres trains sur la ligne des Invalides.
En 1933, Puteaux devient également terminus au nord, et la ligne des Moulineaux n'assure plus dès lors qu'un trafic de simples navettes entre ces deux terminus, et ce jusqu'à la fermeture de la ligne le 22 mai 1993. Après la fermeture de la ligne d'Auteuil en 1985, elle aura été la dernière ligne francilienne équipée du troisième rail d'alimentation électrique, système devenu anachronique sur les lignes de chemin de fer à gabarit normal. En 1979, l'actuel bâtiment des voyageurs est édifié, et de 1993 à 1997, la gare est réaménagée pour servir de terminus à la ligne de tramway T2, qui remplace la ligne des Moulineaux. Elle prend son nom actuel d'Issy-Val de Seine lors de la mise en service du T2 le 1er juillet 1997. Depuis le 21 novembre 2009, du fait du prolongement de cette ligne T2 jusqu'à la porte de Versailles, le terminus a laissé place à une station de passage.
En complément de l'accès principal de la gare donnant sur la place Lafayette, un second accès donnant sur le mail Félix-Amiot, la rue Joseph-Frantz et plus généralement le quartier Forum Seine, est ouvert fin 2020.

## Fréquentation
De 2015 à 2022, selon les estimations de la SNCF, la fréquentation annuelle de la gare s'élève aux nombres indiqués dans le tableau ci-dessous.
| Année     | 2015      | 2016      | 2017      | 2018      | 2019      | 2020      | 2021      | 2022      |
| --------- | --------- | --------- | --------- | --------- | --------- | --------- | --------- | --------- |
| Voyageurs | 6 228 280 | 6 198 775 | 6 140 140 | 5 933 850 | 5 823 421 | 2 303 136 | 2 531 839 | 4 807 552 |

## Plan des voies en 1993
| Gare d'Issy-Plaine |                             |                             |                             |                             |                             |                             |                             |                             |                             |                             |                             |                             |  |  |  |  |  |  |  |                    |                    |                    |                    |                    |                    |                    |                    |                    |                    |
|                    |                             |                             |                             |                             |                             |                             |                             |                             |                             |                             |                             |                             |  |  |  |  |  |  |  |                    |                    |                    |                    |                    |                    |                    |                    |                    |                    |
|                    |                             |                             |                             |                             |                             |                             |                             |                             |                             |                             |                             |                             |  |  |  |  |  |  |  |                    |                    |                    |                    |                    |                    |                    |                    |                    |                    |
|                    |                             |                             |                             |                             |                             |                             |                             |                             |                             |                             |                             |                             |  |  |  |  |  |  |  |                    |                    |                    |                    |                    |                    |                    |                    |                    |                    |
|                    |                             |                             |                             |                             |                             |                             |                             |                             |                             |                             |                             |                             |  |  |  |  |  |  |  |                    |                    |                    |                    |                    |                    |                    |                    |                    |                    |
|                    |                             |                             |                             |                             |                             |                             |                             |                             |                             |                             |                             |                             |  |  |  |  |  |  |  |                    |                    |                    |                    |                    |                    |                    |                    |                    |                    |
|                    |                             |                             |                             |                             |                             |                             |                             |                             |                             |                             |                             |                             |  |  |  |  |  |  |  |                    |                    |                    |                    |                    |                    |                    |                    |                    |                    |
|                    |                             |                             |                             |                             |                             |                             |                             |                             |                             |                             |                             |                             |  |  |  |  |  |  |  |                    |                    |                    |                    |                    |                    |                    |                    |                    |                    |
|                    |                             |                             |                             |                             |                             |                             |                             |                             |                             |                             |                             |                             |  |  |  |  |  |  |  |                    |                    |                    |                    |                    |                    |                    |                    |                    |                    |
|                    |                             |                             |                             |                             |                             |                             |                             |                             |                             |                             |                             |                             |  |  |  |  |  |  |  |                    |                    |                    |                    |                    |                    |                    |                    |                    |                    |
|                    |                             |                             |                             |                             |                             |                             |                             |                             |                             |                             |                             |                             |  |  |  |  |  |  |  |                    |                    |                    |                    |                    |                    |                    |                    |                    |                    |
|                    |                             |                             |                             |                             |                             |                             |                             |                             |                             |                             |                             |                             |  |  |  |  |  |  |  |                    |                    |                    |                    |                    |                    |                    |                    |                    |                    |
|                    | Vers Versailles-Rive-Gauche | Vers Versailles-Rive-Gauche | Vers Versailles-Rive-Gauche | Vers Versailles-Rive-Gauche | Vers Versailles-Rive-Gauche | Vers Versailles-Rive-Gauche | Vers Versailles-Rive-Gauche | Vers Versailles-Rive-Gauche | Vers Versailles-Rive-Gauche | Vers Versailles-Rive-Gauche | Vers Versailles-Rive-Gauche | Vers Versailles-Rive-Gauche |  |  |  |  |  |  |  | Vers Paris (RER C) | Vers Paris (RER C) | Vers Paris (RER C) | Vers Paris (RER C) | Vers Paris (RER C) | Vers Paris (RER C) | Vers Paris (RER C) | Vers Paris (RER C) | Vers Paris (RER C) | Vers Paris (RER C) |
|                    |                             |                             |                             |                             |                             |                             |                             |                             |                             |                             |                             |                             |  |  |  |  |  |  |  |                    |                    |                    |                    |                    |                    |                    |                    |                    |                    |

## Service des voyageurs

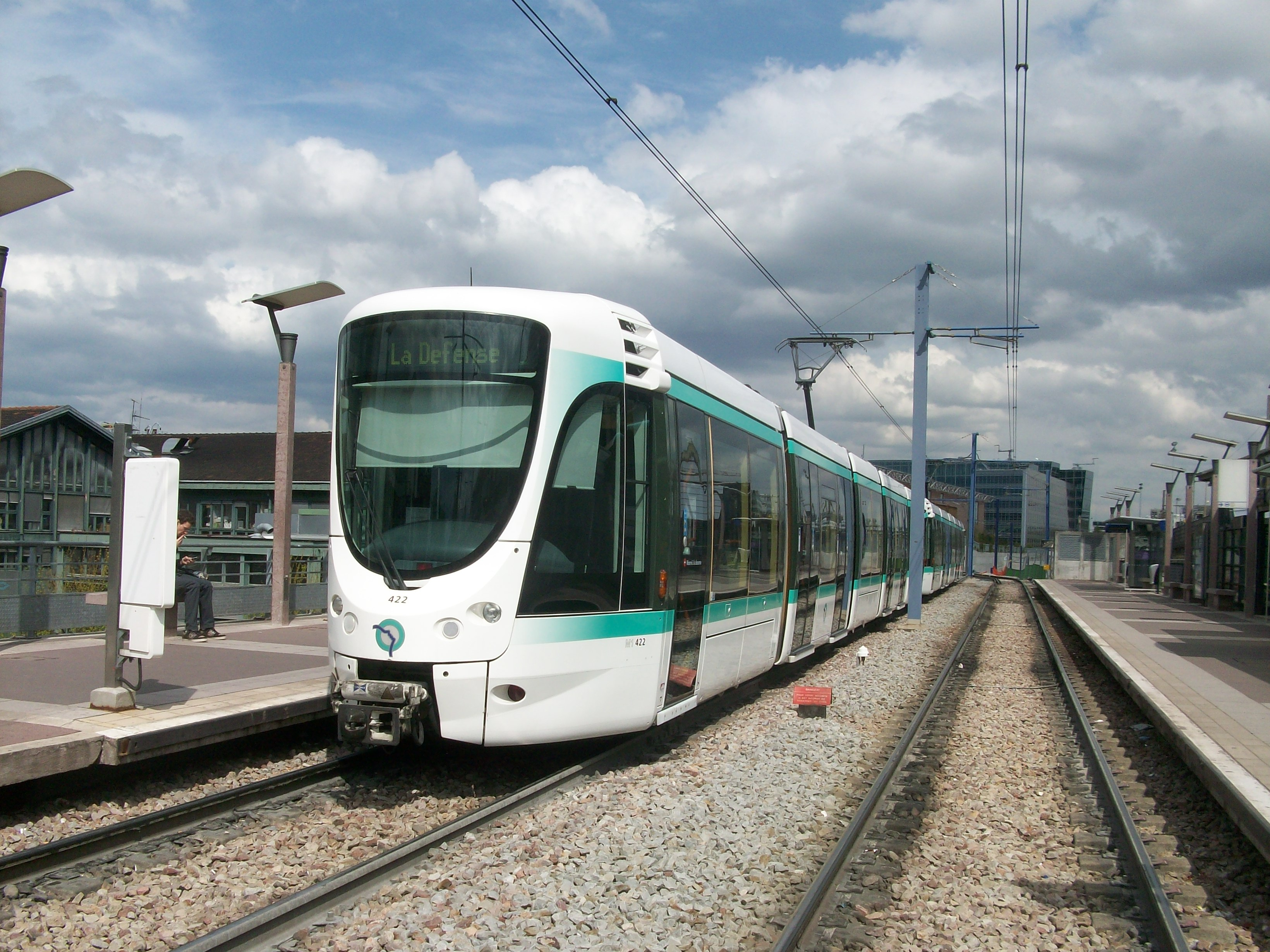
Une rame Citadis du tramway T2.

### Accueil
En 2022, un guichet Transilien est ouvert du lundi au vendredi de 6 h 30 à 13 h et de 13 h 30 à 19 h 30. Il est adapté pour les personnes handicapées. Des automates Transilien sont également disponibles. Des automates RATP sont aussi disponibles sur les quais de la ligne T2.

### Desserte
La gare est desservie par les trains de la ligne C du RER circulant sur la Transversale Rive Gauche. Tous les trains à destination de Versailles-Rive-Gauche ou de Saint-Quentin-en-Yvelines y marquent l'arrêt, à raison (par sens) de six trains par heure aux heures creuses et de douze trains par heure aux heures de pointe. La gare est également desservie par les tramways de la ligne T2 reliant la porte de Versailles au pont de Bezons, à raison d'un tramway toutes les quatre à douze minutes.

### Intermodalité
La gare est desservie par les lignes 126, 189, 260, 290, 323 et 394 du réseau de bus RATP. La nuit, la gare est desservie par la ligne N160 du réseau Noctilien.

## Projets
La gare d'Issy-Val de Seine se situait à l'extrémité occidentale de l'arc sud du projet Arc Express. Les études techniques avaient conclu à la faisabilité d'une station de métro souterraine, située perpendiculairement aux voies ferrées sous la rue Rouget-de-Lisle, au sud de l'emplacement des quais actuels.
Le projet Arc Express a été absorbé par le projet du Grand Paris Express, dans lequel la gare d'Issy, et non celle d'Issy-Val de Seine, est desservie par la future ligne 15 du métro.

## Galerie de photographies

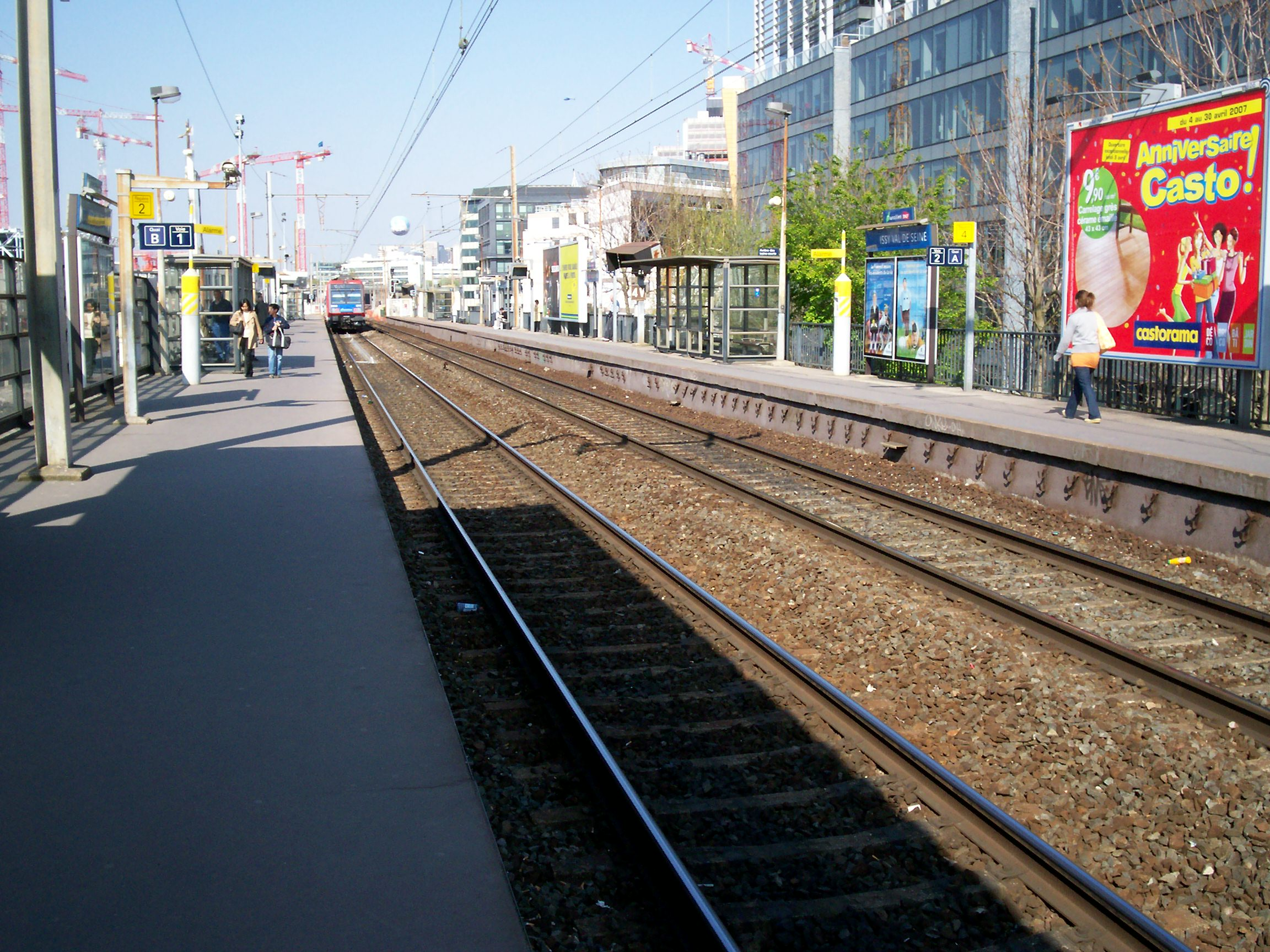
Quai et voies du RER C.
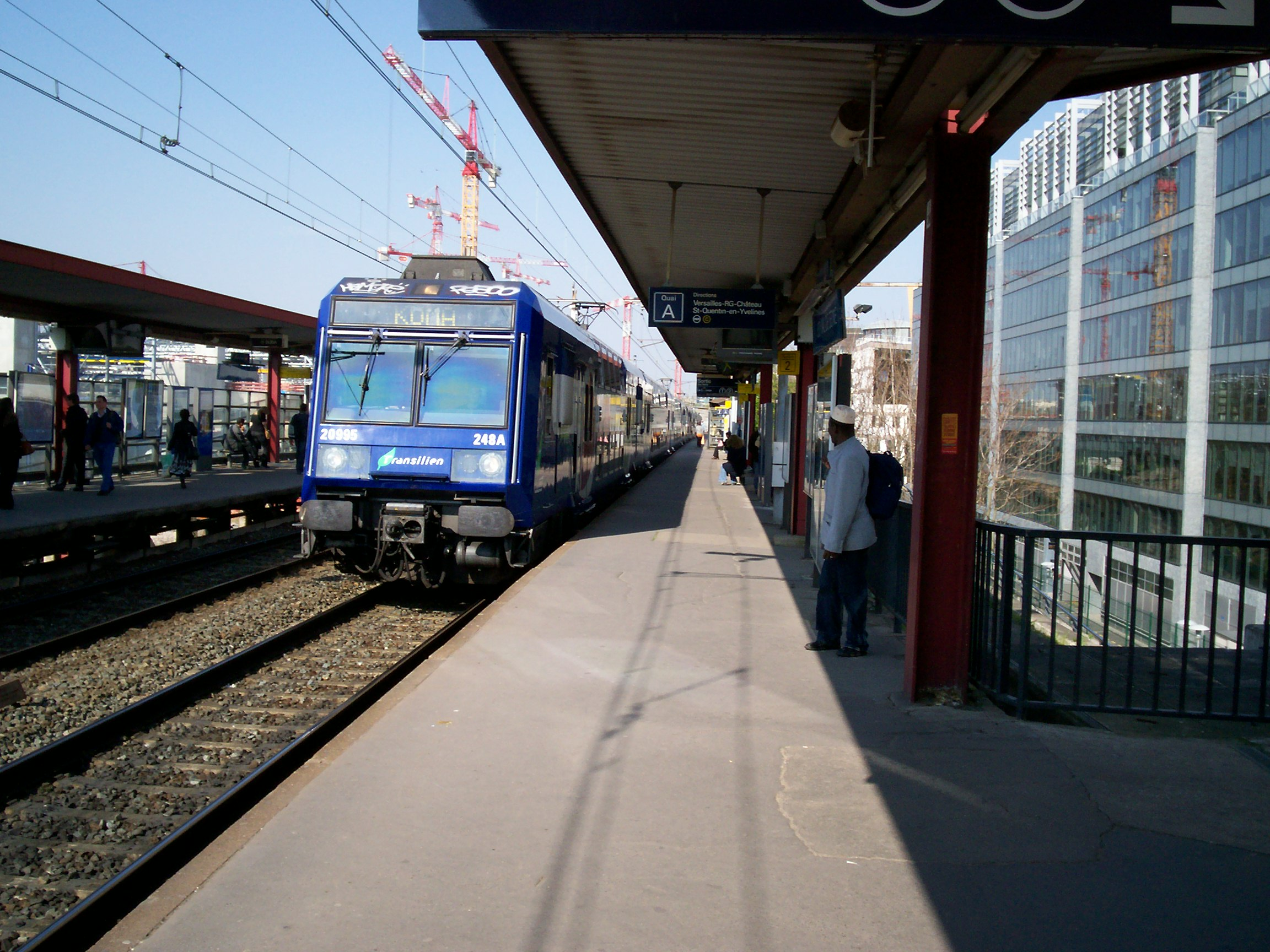
Rame du RER C entrant en gare.
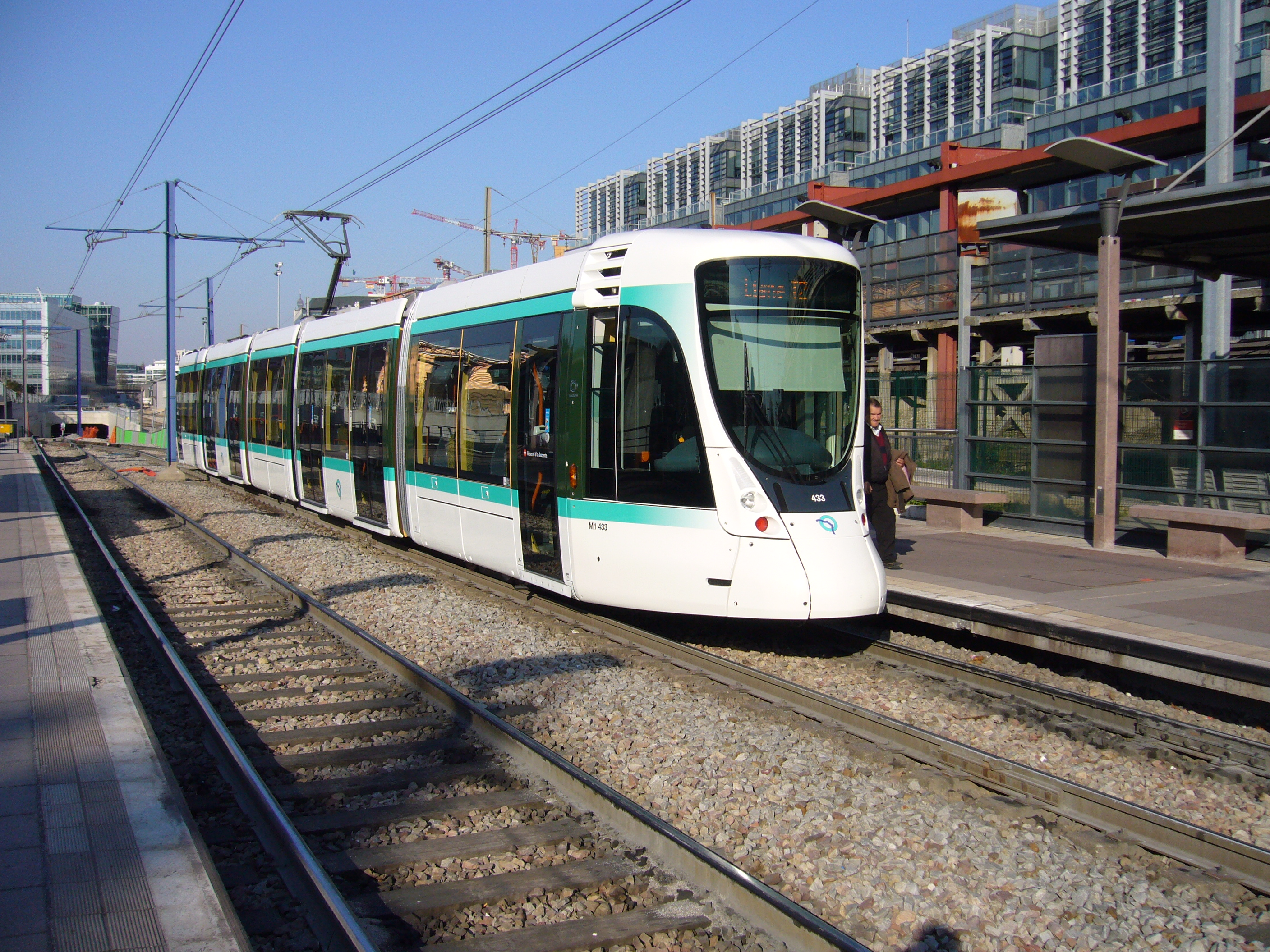
Station du tramway T2.
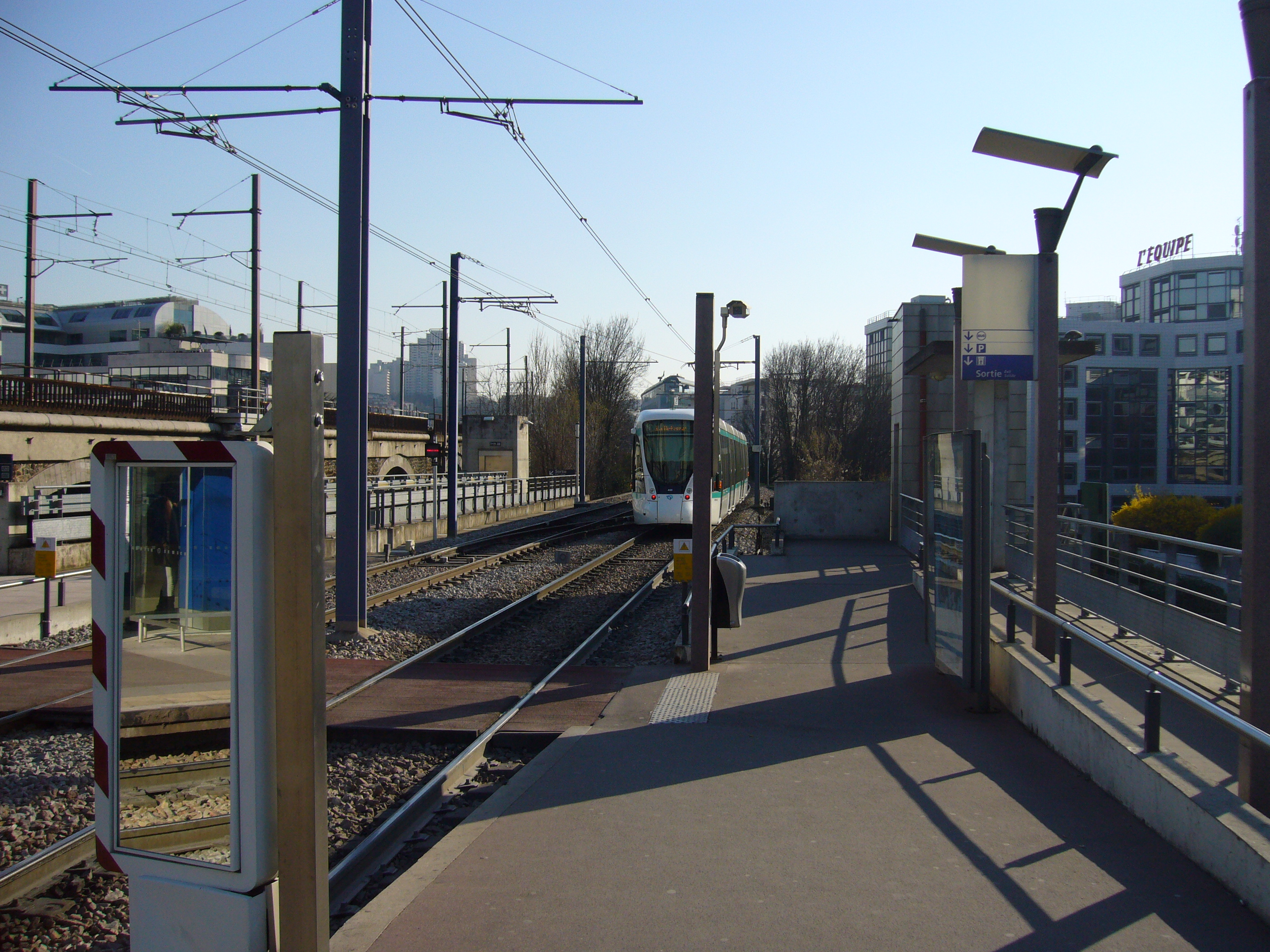
Voies du RER C (à gauche) et du T2 (à droite).
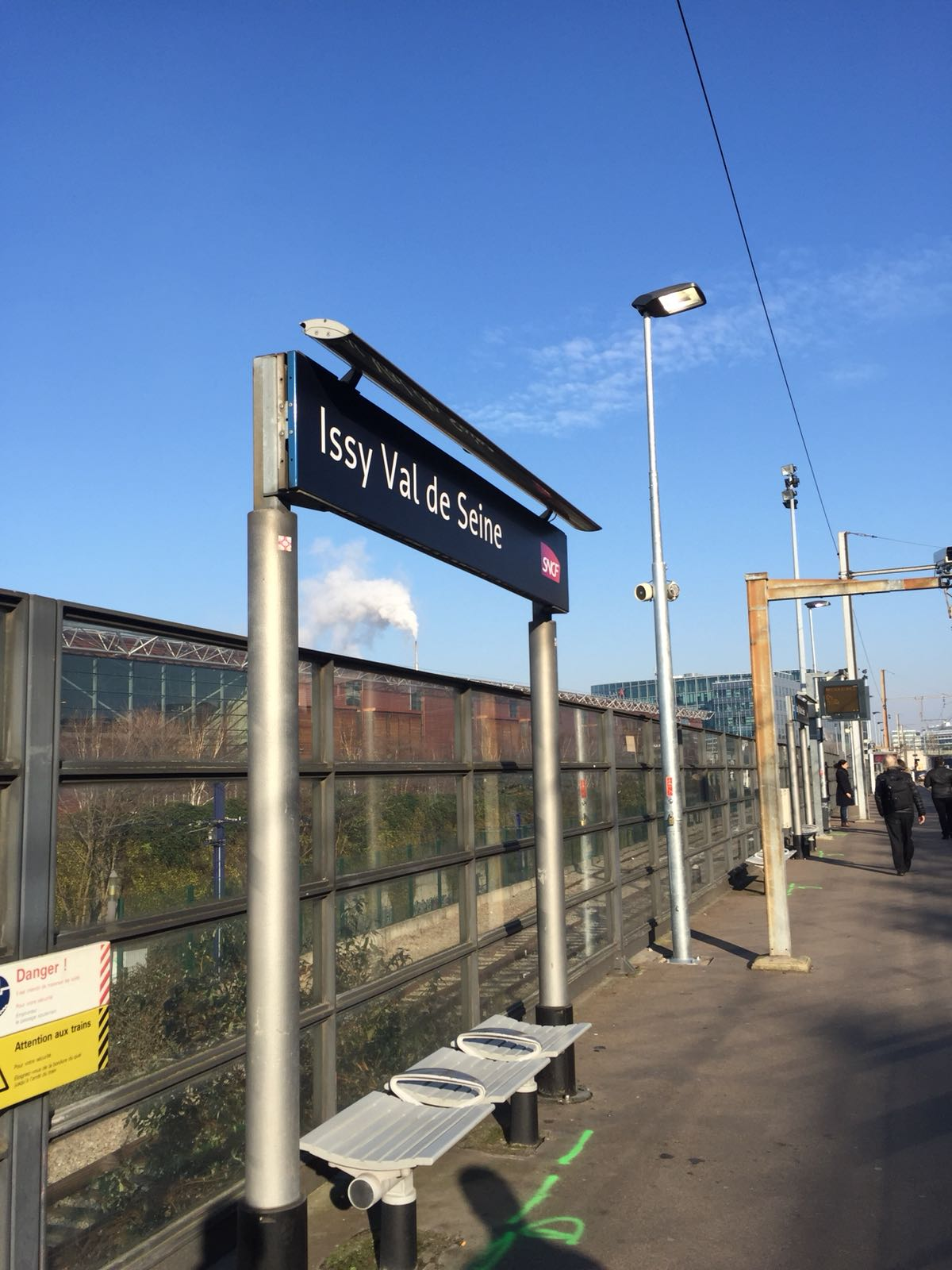
Panneau sur le quai du RER C.